# Unterseeboot 278
Le Unterseeboot 278 (ou U-278) est un sous-marin allemand (U-Boot) de type VII.C utilisé par la Kriegsmarine (marine de guerre allemande) pendant la Seconde Guerre mondiale.

## Historique
Mis en service le 16 janvier 1943, l'Unterseeboot 278 suit son temps d'entraînement initial à Danzig dans la 8. Unterseebootsflottille jusqu'au 30 septembre 1943, puis l'U-278 rejoint son unité de combat à la base sous-marine de Saint-Nazaire dans la 7. Unterseebootsflottille. À partir du 1er janvier 1944, l'U-278 rejoint la 11. Unterseebootsflottille à Bergen jusqu'au 31 août 1944 où il intègre la 13. Unterseebootsflottille à Drontheim
L'Unterseeboot 278 effectue sept patrouilles dans lesquelles il coule un navire marchand ennemi de 7 177 tonneaux et un navire de guerre ennemi de 1 810 tonnes au cours des 270 jours en mer.
En vue de la préparation de sa première patrouille, il quitte le port de Kiel le 30 décembre 1943 sous les ordres de l'Oberleutnant zur See Joachim Franze. Après sept jours en mer, il arrive à Bergen en Norvège le 5 janvier 1944.
Il réalise sa première patrouille, quittant le port de Bergen le 8 janvier 1944 sous les ordres de l'Oberleutnant zur See Joachim Franze. Après vingt-et-un jours en mer et un navire marchand ennemi coulé de 7 177 tonneaux, il arrive à Hammerfest le 28 janvier 1944.
Au cours de la troisième patrouille, l'Oberleutnant zur See Joachim Franze est promu le 1er avril 1944 au grade de Kapitänleutnant.
Sur le chemin de retour de sa quatrième patrouille, le 3 mai 1944 à 3 h 32 dans la mer de Norvège, l'U-278 est surpris par trois avions (un Fairey Swordfish du Squadron 842 FAA du HMS Fencer, un Fairey Swordfish et un Martlet du Squadron 833 FAA du HMS Activity), à proximité du convoi RA-59. L'U-Boot riposte après l'attaque initiale, maintenant les appareils à distance jusqu'à ce que l'U-Boot plonge. Les quatre ou cinq charges de profondeur sont larguées trop loin et l'U-278 subit des dommages superficiels. Les Allemands estiment avoir touché un avion Martlet à l'aile, les trois assaillants étant bien rentrés.
Au cours de la sixième patrouille, le 6 février 1945, le Kapitänleutnant Joachim Franze est décoré de la Croix allemande en Or.
L'U-278 quitte pour sa septième patrouille le port de Narvik le 10 avril 1945 toujours sous les ordres du Kapitänleutnant Joachim Franze. Après la capitulation sans condition de l'Allemagne nazie le 8 mai 1945 et après cinquante jours en mer, l'U-278 retourne à Narvik le 9 mai 1945.
Les U-Boote qui se trouvent dans la région de Narvik à la fin de la guerre sont tous convoyés vers Skjomenfjord selon les ordres alliés pour éviter les conflits avec les Norvégiens le 12 mai. Le 15 mai, un convoi allemand de cinq navires (le fleet tender Grille avec le personnel du Führer der U-Boote (en) (FdU) norvégien à bord, le navire ravitailleur Kärnten, le navire de réparation Kamerun et les navires d'intendance Huascaran et Stella Polaris) et quinze U-Boote (U-278, U-294, U-295, U-312, U-313, U-318, U-363, U-427, U-481, U-668, U-716, U-968, U-992, U-997 et U-1165) appareille pour Trondheim ; il est intercepté après deux jours par le 9e groupe d'escorte au large des côtes norvégiennes et capitule. Alors que les navires sont autorisés à se rendre à Trondheim, les U-Boote sont escortés vers Loch Eriboll en Écosse, et arrivent le 19 mai. Les sous-marins sont convoyés à Lisahally ou Loch Ryan pour l'opération alliée de destruction massive d'U-Boote.
L'U-278 est transféré à Lisahally. Il est coulé le 31 décembre 1945 à la position géographique de 55° 44′ N, 8° 21′ O.

## Affectations successives
- 8. Unterseebootsflottille à Danzig du 16 janvier au 30 septembre 1943 (entrainement)
- 7. Unterseebootsflottille à Saint-Nazaire du [[1er octobre|1er octobre]] au 31 décembre 1943 (service actif)
- 11. Unterseebootsflottille à Bergen du 1er janvier au 31 août 1944 (service actif)
- 13. Unterseebootsflottille à Trondheim du 1er septembre 1944 au 8 mai 1945 (service actif)

## Commandement
- Oberleutnant zur See, puis Kapitänleutnant Joachim Franze du 16 janvier 1943 au 9 mai 1945

## Patrouilles
|       | Commandant            | Départ           | Départ       | Arrivée          | Arrivée                   | Jours     | Succès  |
| ----- | --------------------- | ---------------- | ------------ | ---------------- | ------------------------- | --------- | ------- |
|       | Oblt. Joachim Franze  | 30 décembre 1943 | Kiel         | 5 janvier 1944   | Bergen                    | 7 jours   |         |
| 1     | Oblt. Joachim Franze  | 8 janvier 1944   | Bergen       | 28 janvier 1944  | Hammerfest                | 21 jours  | 7 177   |
| 2     | Oblt. Joachim Franze  | 29 janvier 1944  | Hammerfest   | 19 février 1944  | Narvik                    | 22 jours  | 1 810   |
| 3     | Oblt. Joachim Franze  | 4 mars 1944      | Narvik       | 4 avril 1944     | Hammerfest                | 32 jours  |         |
| 4     | Kptlt. Joachim Franze | 24 avril 1944    | Hammerfest   | 8 mai 1944       | Bergen                    | 15 jours  |         |
|       | Kptlt. Joachim Franze | 5 juillet 1944   | Bergen       | 9 juillet 1944   | Ramsund                   | 5 jours   |         |
|       | Kptlt. Joachim Franze | 9 juillet 1944   | Ramsund      | 10 juillet 1944  | Narvik                    | 2 jours   |         |
|       | Kptlt. Joachim Franze | 23 juillet 1944  | Narvik       | 24 juillet 1944  | Hammerfest                | 2 jours   |         |
| 5     | Kptlt. Joachim Franze | 2 août 1944      | Hammerfest   | 3 octobre 1944   | Narvik                    | 63 jours  |         |
|       | Kptlt. Joachim Franze | 6 octobre 1944   | Narvik       | 8 octobre 1944   | Trondheim                 | 3 jours   |         |
| 6     | Kptlt. Joachim Franze | 12 décembre 1944 | Trondheim    | 20 décembre 1944 | Bergen                    | 9 jours   |         |
| →     | Kptlt. Joachim Franze | 23 décembre 1944 | Bergen       | 13 février 1945  | Narvik                    | 53 jours  |         |
| 7     | Kptlt. Joachim Franze | 10 avril 1945    | Narvik       | 9 mai 1945       | Narvik                    | 30 jours  |         |
|       | Kptlt. Joachim Franze | 12 mai 1945      | Narvik       | 12 mai 1945      | Skjomenfjord              | 1 jour    |         |
|       | Kptlt. Joachim Franze | 15 mai 1945      | Skjomenfjord | 19 mai 1945      | Loch Eriboll- Royaume-Uni | 5 jours   |         |
| Total | Total                 | Total            | Total        | Total            | Total                     | 270 jours | 8 987 t |

Note : Oblt. = Oberleutnant zur See - Kptlt. = Kapitänleutnant 

### Opérations Wolfpack
L'U-278 a opéré avec les Wolfpacks (meute de loups) durant sa carrière opérationnelle:
1. Isegrim (16 janvier 1944 - 27 janvier 1944)
2. Werwolf (29 janvier 1944 - 18 février 1944)
3. Boreas (4 mars 1944 - 5 mars 1944)
4. Taifun (5 mars 1944 - 10 mars 1944)
5. Thor (10 mars 1944 - 3 avril 1944)
6. Donner & Keil (25 avril 1944 - 3 mai 1944)
7. Greif (3 août 1944 - 26 septembre 1944)
8. Faust (21 avril 1945 - 1er mai 1945)

## Navires coulés
L'Unterseeboot 278 a coulé un navire marchand ennemi de 7 177 tonneaux et un navire de guerre ennemi de 1 810 tonnes au cours des sept patrouilles (245 jours en mer) qu'il effectua.
| Date            | Nom du navire           | Nationalité | Convoi | Tonnage | Fait  |
| --------------- | ----------------------- | ----------- | ------ | ------- | ----- |
| 25 janvier 1944 | Penelope Barker (K 259) | USA         | JW-56A | 7 177   | Coulé |
| 30 janvier 1944 | HMS Hardy (R 08)        | Royaume-Uni | JW-56B | 1 810   | Coulé |

### Source et bibliographie
- (en) Cet article est partiellement ou en totalité issu de l’article de Wikipédia en anglais intitulé « German submarine U-278 » (voir la liste des auteurs).
- Chris Bishop, historien militaire (trad. de l'anglais par Christian Muguet), Les sous-marins de la Kriegsmarine : 1939-1945 : le guide d'identification des sous-marins [« The spellmount submarine identification guide : Kriegsmarine U-boats 1939-1945 »], Paris, Éd. de Lodi, 2008, 192 p. (ISBN 978-2-84690-327-1, OCLC 470721805, BNF 41298980)